# Heuliez WILL
El Heuliez WILL es un prototipo de la marca Heuliez presentado en el Salón Internacional del Automóvil de París del año 2009.
Realizado a partir de la plataforma y chasis del Opel Agila del 2007, ha sido desarrollado con la colaboración de Michelin y el patrocinio de Orange fue el primer vehículo en presentar de forma totalmente funcional la tecnología "Active wheel" de la empresa Michelin.
Esta tecnología integra dentro de las ruedas un sistema de traccíon eléctrico, un sistema de suspensión también eléctrico. De esta forma se libera dentro del chasis el espacio destinado en otros vehículos al motor, ya sea eléctrico o de combustión, lo que permite un mayor aprovechamiento del habitáculo. Además el centro de gravedad del vehículo se desplaza quedando centrado y en posición muy baja, ya que el peso del motor en coches convencionales se distribuye entre los cuatro motores, uno por rueda, en los extremos del vehículo.